# رزماری لیچ
رزماری لیچ (انگلیسی: Rosemary Leach؛ ‏ ۱۸ دسامبر ۱۹۳۵ – ۲۱ اکتبر ۲۰۱۷) بازیگر اهل بریتانیا بود.
از فیلم‌ها یا برنامه‌های تلویزیونی که وی در آن نقش داشته‌است می‌توان به اتاقی با یک چشم‌انداز، برخورد کوتاه، مارگارت، خاطرات لاک‌پشت و کودکان اشاره کرد.